# Parufamet
 (octobre 2017).
Si vous disposez d'ouvrages ou d'articles de référence ou si vous connaissez des sites web de qualité traitant du thème abordé ici, merci de compléter l'article en donnant les références utiles à sa vérifiabilité et en les liant à la section « Notes et références ».
Parufamet (Paramount-Ufa-Metro-Verleihbetriebe GmbH) était une compagnie de distribution de cinéma fondée entre les studios américains Paramount Pictures et Metro-Goldwyn-Mayer, et le studio allemand Universum Film AG (Ufa). Le studio allemand Ufa a notamment produit Metropolis (1927) et a fait ensuite faillite.